# Desenchufado (Papanegro)
Desenchufado es el quinto disco del grupo chileno Papanegro. Destaca por ser el primer disco en vivo que realiza el grupo, además de ser un disco completamente acústico.

Desenchufado fue grabado en "Sala Master" en Santiago el 4 de diciembre del 2016, más sin embargo el disco salió el día 28 de septiembre del año 2017 de manera digital (es el primer disco del grupo que no sale en formato físico), posterior a la salida del disco se lanzó el 1 de octubre del año 2017 el sencillo Internacional (Acústico en vivo) el cual se estrenó junto al video del tema tocado en "Sala Master".
Desenchufado es el último disco lanzado por el grupo antes de que este se disolviera de forma indefinida.

## Lista de temas
1. "Intro" (Acústico en vivo)
2. "Alegre" (Acústico en vivo)
3. "Placer Automático" (Acústico en vivo)
4. "Internacional" (Acústico en vivo)
5. "Un paso más" (Acústico en vivo)
6. "Epitafio" (Acústico en vivo)
7. "Hay en mi" (Acústico en vivo)
8. "Yuwirisloin" (Acústico en vivo)
9. "Emperador" (Acústico en vivo)
10. "Verte aquí" (Acústico en vivo)
11. "I.A.M.G.O.D" (Acústico en vivo)
12. "Tuna aceituna" (Acústico en vivo)
13. "Todo está bien" (Acústico en vivo)
14. "Frágil" (Acústico en vivo)
15. "Wokman" (Acústico en vivo)
16. "Cortentrete" (Acústico en vivo)

- Datos: Q98815131